# Des-Dur
Des-Dur ist eine Tonart des Tongeschlechts Dur, die auf dem Grundton des aufbaut. Die Tonart Des-Dur wird in der Notenschrift mit fünf ♭ geschrieben (b, es, as, des, ges). Auch die entsprechende Tonleiter und der Grundakkord dieser Tonart (die Tonika des-f-as) werden mit dem Begriff Des-Dur bezeichnet.
Des-Dur wird häufig als warm und weich beschrieben, vergleiche hierzu allerdings den Artikel Tonartencharakter.
Viele Werke der Romantik stehen in Des-Dur.

## Einordnung der Tonart
| Vorzeichen: | 7♭ +fes | 6♭ +ces | 5♭ +ges | 4♭ +des | 3♭ +as | 2♭ +es | 1♭ +b |   | 1♯ +fis | 2♯ +cis | 3♯ +gis | 4♯ +dis | 5♯ +ais | 6♯ +eis | 7♯ +his |
| Dur:        | Ces     | Ges     | Des     | As      | Es     | B      | F     | C | G       | D       | A       | E       | H       | Fis     | Cis     |
| Moll:       | as      | es      | b       | f       | c      | g      | d     | a | e       | h       | fis     | cis     | gis     | dis     | ais     |